# علی طیب‌نیا
علی طیب‌نیا (زادهٔ ۱۶ فروردین ۱۳۳۹) اقتصاددان و سیاستمدار ایرانی است که از مرداد ۱۴۰۳ مشاور عالی رئیس‌جمهور است. وی از سال ۱۳۹۲ تا ۱۳۹۶ به‌عنوان وزیر امور اقتصادی و دارایی فعالیت می‌کرد. از او به‌عنوان نظریه‌پرداز و نفر اول اقتصادی دولت یازدهم یاد شده است. وی همچنین در دوره‌های مختلفی عضو شورای پول و اعتبار بوده است.
طیب نیا دانش‌آموختهٔ نخستین دوره دکترای دانشکده اقتصاد دانشگاه تهران و عضو هیئت علمی این دانشگاه است. او در دوران ریاست‌جمهوری سید محمد خاتمی برای چهار سال معاون طرح و بررسی نهاد ریاست‌جمهوری و سپس برای یک سال معاون اقتصادی و هماهنگی امور برنامه و بودجه معاونت اقتصادی سازمان مدیریت و برنامه‌ریزی کشور بود. او در سال ۱۳۹۲ با ۲۷۴ رای در مجلس وزیر امور اقتصادی و دارایی شد که بالاترین رای یک وزیر تا آن زمان بود.
در نخستین سال وزارت طیب‌نیا در دولت یازدهم، نرخ تورم تا ۱۵٪ کاهش پیدا کرد و طبق گزارش صندوق بین‌المللی پول در سال آخر به ۱۰٪ رسید که رکوردی جدید در اقتصاد ایران ارزیابی می‌شد. در مقابل، برخی ناظران این دستاورد را در نتیجه فشار بر طرف عرضه، انجماد منابع پولی در حد زدن رکورد نرخ بهره واقعی اعمالی در اقتصاد ایران و درنتیجه سودهای نامتعارف موسسات مالی می‌دانند که فقط می‌توانست در کوتاه مدت تورم را پایین بکشد و باور دارند نرخ بهره واقعی بسیار بالا و سرکوب شدید رشد اقتصادی فنر ارز را فشرده کرد و در سال ۱۳۹۷ با رها شدن این فنر، نرخ دلار به شکلی فزاینده جهش کرد و اثرات منفی اقتصادی و سیاسی داشت. همچنین رشد موسسات مالی با مجوز بانک مرکزی و ورشکستگی آن‌ها هزینه هنگفتی را به اقتصاد ایران تحمیل کرد.

## چکیده زندگی

### ابتدای زندگی و تحصیلات
علی طیب‌نیا در تاریخ ۱۶ فروردین ماه سال ۱۳۳۹، در اصفهان و در خانواده‌ای مذهبی متولد شده. او همزمان با رخ دادن انقلاب اسلامی ایران در رشتهٔ ریاضی مدرک دیپلم خود را دریافت کرد و به توصیهٔ محمد بهشتی با انتخاب رشتهٔ اقتصاد، در دانشگاه تهران مشغول به تحصیل شد. او با توجه به تأخیر رخ‌داده به‌خاطر انقلاب فرهنگی، در سال ۱۳۶۴ فارغ‌التحصیل شد. بلافاصله پس از آن در کنکور کارشناسی ارشد با کسب رتبه ۱ اقتصاد وارد تحصیل در این مقطع در دانشگاه تهران شد. او در سال ۱۳۷۶ برای شرکت در دورهٔ دکترا اقدام کرد و با کسب رتبه یک دوران دکتری اقتصاد دانشگاه تهران را سپری کرد، و پایان‌نامه‌اش را در ارتباط با بررسی مسئلهٔ تورم در ایران در دانشگاه لندن طی کرد.

### مسئولیت‌ها
طیّب‌نیا خدمت در مسئولیت‌های دولتی را از دوران دانشجویی در سال ۱۳۶۵ با سمت مشاور اقتصادی نخست‌وزیری وقت شروع کرد. او در دولت هاشمی رفسنجانی و محمد خاتمی به‌طور پیوسته دبیر و مشاور کمیسیون اقتصادی دولت بود. او از سال ۱۳۷۳ به سمت دبیری کمیسیون اقتصاد هیئت دولت منصوب شد و تا دولت هشتم این مسئولیت را بر عهده داشت. در سال ۱۳۷۶ او به صورت همزمان در سمت معاون طرح و بررسی (امور اقتصادی) به عنوان معاون رئیس‌جمهور وقت فعالیت می‌کرد و همه مسئولیت‌های اقتصادی معاون اجرایی رئیس‌جمهور را برعهده داشت. پس از حذف مسئولیت معاونت رئیس‌جمهور در امور اجرایی در دولت دوم خاتمی، طیب‌نیا با عنوان معاون هماهنگی امور اقتصادی و فنی معاون اول رئیس‌جمهور فعالیت خود در نهاد ریاست جمهوری را ادامه داد. او در این دوران همچنین عهده‌دار مسئولیت ستاد مدیریت بحران کشور بود.
طیب‌نیا در دوره ریاست فرهاد رهبر بر سازمان مدیریت و برنامه‌ریزی مسئولیت معاونت اقتصادی این سازمان را در بین سال‌های ۱۳۸۴ تا ۱۳۸۵ عهده داشت و در تدوین بودجه این سال‌ها نقش ایفا کرد. این دو از دوستان نزدیک زمان دانشگاه بودند. حضور طیب‌نیا در سازمان مدیریت موجب شد برنامه چهارم توسعه تغییرات عمده‌ای که سایر اعضای تیم اقتصادی دولت و شخص احمدی‌نژاد می‌خواستند نکند. طیب‌نیا موافق تنظیم بودجه انقباضی به منظور کنترل تورم بود اما این شیوه کنترل تورم مورد قبول سایر اعضای تیم اقتصادی دولت که برعکس به دنبال تراز کردن بودجه با افزایش درآمد‌ها (با اصلاح مدل برنامه‌ریزی و تخصیص بودجه مرکزی و نارسای کشور توسط سازمان مدیریت، محدود کردن این سازمان، اصلاح نظام یارانه‌های کالایی ناعادلانه و بازارهای مربوطه) بودند نبود. در نهایت بعد از یک سال طیب‌نیا از سازمان مدیریت خارج شد و در ادامه به دلیل مشابه تمایل به اتخاذ سیاست پولی انقباضی در سال ۱۳۸۷ از شورای پول و اعتبار کنار گذاشته شد. سمت‌های دیگر او شامل عضویت در ستاد اقتصادی دولت از سال ۱۳۸۱ تا ۱۳۸۴، عضویت در شورای پول و اعتبار در سال‌های ۱۳۸۱ تا ۱۳۸۷، معاونت هماهنگی و امور فنی و اقتصادی نهاد ریاست جمهوری و عضویت در شورای پژوهشی سازمان امور مالیاتی کشور و موارد متعدد دیگر است.
طیب‌نیا در سال ۱۳۹۲ در دولت حسن روحانی توانست با کسب بالاترین رای اعتماد وزرا در تاریخ جمهوری اسلامی ایران به عنوان وزیر امور اقتصادی در کابینه حضور پیدا کند. او در تاریخ ۲۳ آبان ۱۳۹۷ به عنوان عضو شورای پول و اعتبار انتخاب شد.

## وزارت امور اقتصادی و دارایی
علی طیب‌نیا در انتخابات یازدهمین دوره ریاست جمهوری، از نمایندگان اقتصادی محمدرضا عارف بود و در مناظره‌ای با محمدباقر نوبخت، نماینده اقتصادی حسن روحانی شرکت کرد. در انتهای مراسم تحلیف ریاست‌جمهوری، حسن روحانی، طی نامه‌ای به رئیس مجلس وقت، علی لاریجانی، اسامی ۱۸ وزیر پیشنهادی که نام طیب‌نیا نیز در میان آن‌ها بود، اعلام شد. او روز بعد با حضور در کمیسیون اقتصادی مجلس شورای اسلامی، برنامه جامع خود را ارائه داد. وی در نهایت با رای قاطع ۲۷۴ رای از ۲۸۴ رای ماخوذه در مجلس شورای اسلامی تصدی وزارت اقتصاد و دارایی را به‌دست بیاورد. وی با ۹۶٫۵٪ آراء مثبت در کسب رای اعتماد مجلس، رکورددار بیشترین رای‌های مثبت نمایندگان مجلس در تأیید وزیر اقتصاد پیشنهادی تا آن زمان بود.
طیب‌نیا و سایر اعضای تیم اقتصادی در ماه اول بعد از تحلیف دولت یازدهم، از تدوین برنامه هماهنگ اقتصادی خود (اعم از پولی، مالی و تجاری) برای کنترل تورم گفتند که قصد اجرایش در دولت یازدهم را دارند که این سیاست اقتصادی تا سال ۱۳۹۷ اجرا شد تا اینکه سقوط اقتصادی در این سال رخ داد.

### شرایط اقتصادی در شروع وزارت
به گزارش مرکز آمار ایران، زمانی که تیم اقتصادی دولت یازدهم در مرداد ۱۳۹۲ کار را شروع کرد اقتصاد دارای رشد اقتصادی کلی منفی، نرخ بیکاری ۱۲٫۲ درصد و تورم ۳۵٫۱ درصدی در ۱۲ ماهه منتهی به مرداد ماه بود. از طرف دیگر تورم ماهانه از بهمن ماه سال ۱۳۹۱ تا شروع به کار دولت جدید، یعنی به مدت ۷ ماه کاهشی بود که به معنای گذر اقتصاد از بخش اصلی تأثیر شوک تورمی اقدام برای تک نرخی سازی قیمت ارز در نیمه دوم سال ۱۳۹۱ و شوک تورمی تحریم‌های نفتی و بانکی سال ۱۳۹۰ در شروع دولت دوازدهم. پیش‌بینی اقتصادی دولت دهم با فرض ثبات شرایط اقتصاد کشور، کاهش تورم در سال ۱۳۹۳ به ۱۵٪ بود. در دولت یازدهم نیز طیب‌نیا در پایان سال ۱۳۹۲ در همایش اعلام هدف گذاری و پیش‌بینی اقتصادی دولت برای سال آینده، بدون تغییر، تورم ۱۵٪ را برای سال ۱۳۹۳ پیش‌بینی کرد.

### ترسیم اهداف اقتصادی
در روزهای ابتدایی شروع دولت یازدهم، طیب‌نیا به عنوان نفر اول اقتصادی در گفتگویی اهداف دولت در زمینه اقتصاد را بیان می‌کند و ابراز امیدواری می‌کند با مجموعه سیاست‌های اصلاحی دولت روحانی «بتوان محیط نهادی اقتصاد را اصلاح کرد و سیاست‌های پولی و مالی را که طی سال‌های اخیر در مسیری نادرست هدایت شده بود، در مسیر صحیح و منطقی خود بازگردند». او در روز نخست بعد از کسب رای اعتماد از مجلس در نشستی در تبیین وضعیت اقتصادی کشور ضمن بیان جهت‌گیری اشتباه دولت قبل در استفاده از منابع و درآمدهای ارزی کشور می‌گوید: «با انجام اصلاحاتی در یک دوره سه تا چهار ساله مشکلات اقتصاد ایران را می‌توان برطرف و تعادل نسبی لازم را به وجود آورد.»

### اجرای برنامه هماهنگ اقتصادی دولت برای کنترل تورم
با شروع دولت یازدهم در مرداد ۱۳۹۲، تیم جدید اقتصادی دولت به رهبری طیب‌نیا نوعی از سیاست پولی و مالی انقباضی شدید را در پیش گرفتند که در آن با استراتژی خروج غیر تورمی از رکود با کنترل پایه پولی سعی در کنترل تورم داشتند. مهم‌ترین بخش این استراتژی افزایش نرخ بهره اسمی اعمالی در بازار با افزایش سود سپرده‌های بانکی و انتشار اوراق قرضه دولتی با نرخ بهره بالا (بالاتر از سود سپرده‌های بانکی) بود تا بدین وسیله نقدینگی در بانک‌ها حبس شده و تورم کنترل گردد ولی در سال‌های بعد با وجود کاهشی شدن نرخ تورم، نرخ بهره واقعی اعمالی در اقتصاد توسط سیاست گذار اقتصادی کاهش داده نشد و روند افزایش سود سپرده‌های بانکی و انتشار اوراق قرضه دولتی ادامه یافت تا اینکه در نهایت جهش نرخ ارز در انتهای سال ۱۳۹۶ و سقوط اقتصادی سال ۱۳۹۷ رخ داد. منتقدان، این برنامه و شیوه اجرای برنامه کنترل تورم را دارای تأکید بسیار بر رسیدن به تورم هدف نزدیک به صفر و به معنای واقعی کلمه «خروج غیر تورمی» از رکود، دارای اشتباهات تکنیکی در کنترل نکردن تمام چرخه پول برای کنترل خلق نقدینگی به منظور مهار تورم و برنامه نداشتن برای کنترل رشد اقتصادی و مقابله با رکود می‌دانند. همچنین برخی اقتصاددانان از آنجا که تورم ۱۳۹۰ تا ۱۳۹۲ را تورم ناشی از فشار هزینه در نتیجه تحریم و افزایش قیمت دلار می‌دانستند، این برنامه که بر کنترل شدید رشد نقدینگی برای کنترل تورم استوار بود را دامن زننده بر رکود و کاهش رشد اقتصادی می‌دانستند که امکان نداشت به کنترل تورم بینجامد.

### اثرات برنامه برتورمورشد اقتصادیو ثبت رکوردنرخ بهرهواقعی اعمالی در ایران
تیم اقتصادی دولت با انتشار اوراق قرضه و تعیین سقف نرخ سود بانکی با نرخ بهره بسیار بالا از سال ۱۳۹۲ سبب تشدید روند کاهش نرخ تورم شد. اینکه چقدر از آن در نتیجه سیاست انقباضی و چقدر از آن در نتیجه کاهش اثر شوک تحریم و تک نرخی کردن ارز بوده محل اختلاف است. نتیجه دیگر نرخ‌های سود بالای اوراق و سپرده‌های بانکی در اقتصاد ایران این بود که نرخ سود تسهیلات برای بخش تولید هم به شدت بالا رود و هزینه مالی تولید افزایشی شود و اقتصاد به سمت شدیدترین رکود در تاریخ جمهوری اسلامی برود که البته رکود نتیجه نامطلوب اما طبیعی سیاست پولی انقباضی است، اما شدت بالای آن موجب اثر منفی بر هدف سیاست پولی یعنی کنترل تورم شد.
با ادامه اجرای این سیاست، در سال ۱۳۹۴ تورم به ۱۱٫۳٪ رسید ولی همچنان سیاست‌گذار اقتصادی با ادامه روند انتشار اوراق قرضه دولتی و اعمال نکردن نظارت بانکی جهت کنترل نرخ سود سپرده‌ها، نرخ بهره را در اقتصاد را بالا نگه داشت به طوری که سقف نرخ مصوب سود سپرده بانکی در حدود ۲۰٪ و نرخ سود بین بانکی در عدد ۲۹٫۵٪ نگه داشته شد و برخی بانک‌ها و موسسات مالی نرخ سود نزدیک به عدد دوم و بالاتر را به سپرده‌ها پرداخت می‌کردند و از آنجا که طبق قانون قیمت‌های بیشینه و کمینه در اقتصاد، بالاترین و بدترین نرخ سود در بازار پولی نرخ سود کل بازار را تعیین می‌کند، نرخ بهره واقعی اعمالی در این سال در اقتصاد ایران برابر مثبت ۱۸٪ یا بیشتر شد که عملاً خروج پول از سیستم بانکی شد و بسیاری از فعالیت‌های اقتصادی در کشور را غیر اقتصادی می‌کرد. نرخ بهره واقعی اعمال شده در اقتصاد ایران در بین سال ۱۳۹۲ تا ۱۳۹۶ بالاترین میزان در تاریخ جهان تا آن زمان بود که توسط یک سیاست گذار پولی برای کنترل تورم اعمال کرد. در نتیجه این سیاست، بخش واقعی اقتصاد کشور با کیفیتی که سابقه نداشت فدای کنترل موقت یک متغیر اسمی در اقتصاد به نام تورم شد.

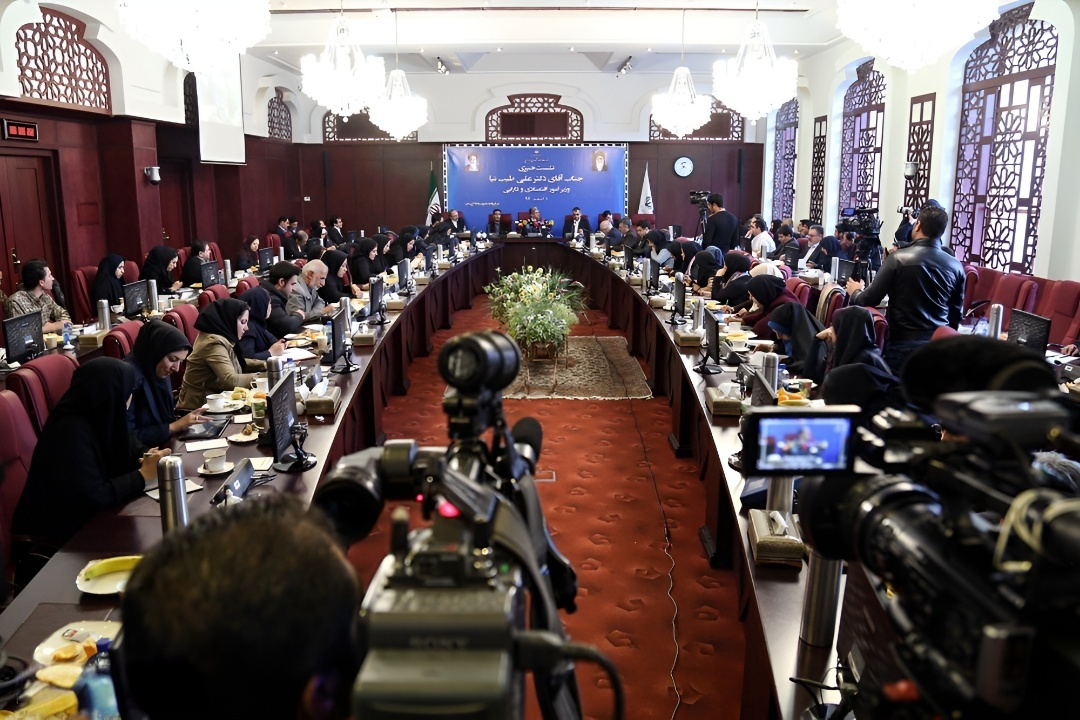
نشست خبری طیب نیا، وزیر امور اقتصادی و دارایی در اسفند ۱۳۹۴. وی برای توصیف شرایط اقتصادی بیان می‌کند که «آرامشی در بازار ارز و دیگر بازارها حاکم شده و این کم‌نظیر است.»

طیب‌نیا در اسفند ۱۳۹۴ در نشست خبری تبیین سیاست‌های اقتصادی و بیان هدف گذاری نرخ تورم و رشد اقتصادی سال ۱۳۹۵ در توصیف کاهش تورم و رکود در اقتصاد بیان می‌کند: «آرامشی در بازار ارز و دیگر بازارها حاکم شده و این کم‌نظیر است» و در ادامه می‌گوید: «نرخ تورم هنوز روند کاهشی دارد، البته رشد اقتصادی مثبت کشور را محدود کرد و با مذاکرات هسته‌ای و لغو تحریم‌ها و استفاده از فرصت‌ها نرخ رشد اقتصادی در سال ۱۳۹۴، ۵ درصد و نرخ تورم ۱۱٫۳ درصد هدف گذاری شده است.»

### بسته خروج غیر تورمی از رکود در شرایط تشدید سیاست پولی انقباضی
در سال ۱۳۹۳ اقتصاد ایران در چهار فصل دارای رشد مثبت کاهنده بود و این نشانه رفتن به سمت رکود بود. در این شرایط وزارت اقتصاد در چند مرحله بسته خروج غیر تورمی از رکود را مطرح کرد. در اولین آن‌ها که در مرداد ۱۳۹۳ مطرح شد، هدف از آن خروج از رکود تا آخر سال ۱۳۹۳ و تا سال ۱۳۹۴ عنوان شد اما نحوه تصویب آن در هیئت دولت و اجرای آن در وزارت اقتصاد به صورتی شد که طرح در نهایت تبدیل به پرداخت پول به ایران خودرو برای جبران ضرر انباشته ناشی از مدیریت دولتی شد و این نحوه تصویب و اجرای طرح موجب استعفای برخی از افراد شاخص ستاد هماهنگی اقتصادی دولت، از جمله حسن درگاهی شد. ارائه بسته خروج از رکود غیر تورمی با ابزارهای مالی و تزریق نقدینگی به بنگاه‌های درگیر ناکارآمدی در این زمان در شرایطی انجام شد که با کاهش تورم، سیاست گذار پولی سقف نرخ بهره سپرده‌های بانکی را ثابت حفظ کرده بود و این باعث افزایش تدریجی نرخ بهره واقعی اعمالی می‌شد و سیاست پولی انقباضی در حال تشدید شدن بود. برخی اقتصاددانان معتقدند تیم اقتصادی دولت به رهبری طیب‌نیا و نیلی به اشتباه نرخ اسمی بهره در اقتصاد را ملاک سیاست گذاری قرار داده بودند.

### اختلافات وزارت اقتصاد با بانک مرکزی وقت
در این دوره اگرچه در ابتدا وزارت اقتصاد و بانک مرکزی هم نظر برای کنترل تورم و اصلاح نظام بانکی بودند، ولی در ادامه اختلافات شدید شد که از اولین موردهای آن مخالفت وزارت اقتصاد با برنامه اصلاح نظام بانکی با تحت فشار گذاشتن برخی بانک‌های ناتراز برای پرداخت کسری ذخایر نزد بانک مرکزی بود و این برنامه بانک مرکزی در نهایت به در بسته تصمیم‌گیری شورای پول و اعتبار خورد. در نهایت این اختلاف موجب نوشتن نامه سرگشاده ۴ وزیر، از جمله وزیر اقتصاد به رئیس‌جمهور شد که بخش اصلی این نامه بر روی انتقاد از بانک مرکزی به رئیس‌جمهور بابت در حوزه ارز و تلاشش برای افزایش نرخ ارز متناسب با عرضه و تقاضا (مقاومت در مقابل درخواست وزارت اقتصاد برای ارزپاشی و پایین نگه داشتن قیمت ارزهای خارجی) و سیاست‌های این نهاد برای تحت فشار گذاشتن بانکها در راستای جبران کسری ذخایر قانونی این بانک‌های ناتراز که برخی زیرمجموعه این وزارت‌خانه‌ها بودند بود. از دیگر اختلافات وزارت اقتصاد و بانک مرکزی در این دوره تقاضای وزارت اقتصاد برای تأمین اعتبار برای بانک‌های تأمین مالی کننده طرح موسوم به رونق تولید که به بنگاه‌های اقتصادی مشخص شده توسط وزارت اقتصاد، وام داده شود که مهم‌ترین بنگاه اقتصادی شرکت‌های خودروسازی بودند. اختلاف دیگر تقاضای بالای وزارت اقتصاد برای انتشار اوراق قرضه دولتی بود. درحالی که بانک مرکزی سیاست انقباضی برای کنترل تورم را اجرا می‌کرد، وزارت اقتصاد بجای در پیش گرفتن انضباط مالی و انقباض بودجه‌ای یا تمرکز بر افزایش بهره‌وری مصرف بودجه ناترازی‌های مالی دولت را با انتشار اوراق قرضه در هر صورت تأمین می‌کرد که موجب رقابت بانک‌ها و بورس با نرخ بهره اوراق دولتی و بالا رفتن نرخ بهره در بازارها می‌شد. ولی‌الله سیف، رئیس وقت بانک مرکزی در این مورد می‌گوید وقتی که وزرای بخشی در جلسات ستاد اقتصادی دولت با حضور رئیس‌جمهور خواستار تأمین تسهیلاب برای آن‌ها با چشم بستن بانک مرکزی بر اضافه برداشت بانک‌های تأمین مالی کننده پروژه‌های آن‌ها می‌شدند و رئیس‌جمهور وقت هم تحت تأثیر این فشارها متقاضی برآورده کردن تقاضای آن‌ها می‌شد، وزارت اقتصاد و طیب نیا بجای حمایت (از بانک مرکزی) به طرف مقابل کمک می‌کرد و «ما (بانک مرکزی) کمتر احساس حمایت از وزارت اقتصاد می‌کردیم.» در جلسات هیئت دولت بانک مرکزی را تحت فشار قرار می‌دادند. همچنین وی وزیر اقتصاد و سایر وزرای عضو شورای پول و اعتبار وقت را متهم به توافق پشت پرده خلاف نظر بانک مرکزی و سپس تصمیم‌گیری برای نرخ سود بانکی در شورای پول و اعتبار می‌کند.

### رقابت برای نرخ سود بالاتر و ورشکستگی بانک‌ها
از سال ۱۳۹۲ وزارت اقتصاد اقدام به تشدید انتشار اوراق خزانه دولتی برای تأمین کسری بودجه کرد و تا سال ۱۳۹۶ هر سال بر حجم انتشار این اوراق افزود. نکته آنجا بود که نرخ سود کشف شده برای اوراقی که در این سال‌ها فروخته می‌شود بالاتر از نرخ سود مصوب برای سپرده‌های بانکی بود، پس بانک‌ها مجبور به رقابت با نرخ بهره این اوراق و افزایش تدریجی نرخ سود سپرده‌های بانکی شدند و این موجب افزایش تدریجی نرخ بهره کلی در اقتصاد شد. از سال ۱۳۹۳ تا ۱۳۹۶ که در نتیجه سیاست انقباضی و انتظارات تورمی تورم به تدریج کاهش می‌یافت ولی برعکس میزان انتشار اوراق قرضه دولتی افزایش و رقابت بانک‌ها برای دادن سودهای سپرده بالاتر افزایش می‌یافت و این باعث حفظ و افزایشی شدن نرخ مثبت بهره واقعی اعمالی در اقتصاد در این دوره شد و این نرخ سودهای بالا و افزایشی سپرده‌ها موجب شد که برخی بانک‌ها موسسات مالی و اعتباری در نهایت در این رقابت از پرداخت سودهای بالا که به بیش از ۳۰٪ رسیده بود ناتوان شوند و در نبود یک سیستم نظارت بانکی مؤثر در سیستم بانکداری کشور، بانک‌های ناتراز و ورشکسته وارد یک ترفند پانزی یا کلاهبرداری پانزی برای پرداخت سود بیشتر به سپرده گذاران از محل جذب سپرده گذار جدید و اعلام ورشکستگی نکردن شدند. برای همین برخی موسسات غیرمجاز در سال ۱۳۹۵ و ۱۳۹۶ تا ۵۰ تا ۶۰ درصد نیز سود سپرده پرداخت می‌کردند و بانک‌های ناتراز هم به اجبار برای عقب نیفتادن از نرخ بهره در بازار سود سپرده‌ها را بالا می‌برند و سود سی و چند درصدی پرداخت می‌کردند. این باعث شد برخی بانک‌های رسمی و تراز نیز بین سال‌های ۱۳۹۳ تا ۱۳۹۶ از نرخ سود بانکی مصوب بالای شورای پول و اعتبار پیروی نکنند و این مسابقه افزایش نرخ سود سپرده تا آخر ادامه پیدا کرد تا اینکه برخی مثل بانک کاسپین به ورشکستگی رسیدند و با تبدیل شبه پول به پول و حرکت به سمت بازارهای سفته بازی مثل دلار، بحران اقتصادی سال ۱۳۹۷ را بوجود آورند و برخی دیگر از بانک‌های ورشکسته یا ناتراز به واسطه جهش تورم سال ۱۳۹۷ از ورشکستگی نجات یافتند. طیب‌نیا در اسفند ۱۳۹۴ در این باره می‌گوید:
کاهش نرخ سود علی‌رغم کاهش نرخ تورم مورد انتظار بود اما چسبندگی‌هایی باعث شد نرخ سود در جهت خلاف نرخ تورم باشد که از جمله دلایل این امر وجود موسسات غیرمنضبط بود زیرا این موسسات تا ۲۴ درصد سود پرداخت می‌کردند و برخی بانک‌ها که منابع آنها به سمت موسسات غیرمنضبط می‌رفت نیز وارد این رقابت شدند.
پرداخت سود بیشتر از نرخ مصوب شورای پول و اعتبار محدود به موسسات مالی و اعتباری فاقد مجوز نبود و شامل برخی بانک‌ها هم می‌شد. حتی برخی بانک‌ها و موسسات مالی و اعتباری مجاز از سال ۱۳۹۳ شروع به تبعیت نکردن از سقف نرخ سود سپرده اعلامی کردند و از همان سال وارد بازی پانزی رقابت برای پرداخت نرخ سود بیشتر برای فرار از ورشکستگی شدند.

### انتقاد از سود بالای موسسات غیرمجاز در عین انتشار اوراق خزانه با نرخ سود بالاتر
وزارت اقتصاد و طیب‌نیا از پایان سال ۱۳۹۳ تا ۱۳۹۶ بارها به انتقاد از برخی بانک‌ها و موسسات مالی و اعتباری به واسطه پرداخت سود بانکی بیشتر از نرخ مصوب پرداختند. این انتقادها درحالی مطرح می‌شد که خود وزارت اقتصاد شروع به انتشار اوراق قرضه دولتی بدون ریسک با نرخ بهره بسیار بالا و بالاتر از نرخ سود بازار اوراق بهادار و سود بانکی کرد. وزارت اقتصاد در سال ۱۳۹۴ با آغاز انتشار اوراق اسناد خزانه، فقط پنج هزار میلیارد تومان اسناد خزانه تحت نمادهای اخزا یک تا ۵ منتشر کرد. در سال ۱۳۹۵ این رقم به ۸٫۵ هزار میلیارد تومان رسید (اخزا ۶ تا ۱۱) و در کنار آن ۴٫۵ هزار میلیارد تومان اوراق کوتاه مدت تحت عنوان سخا (سخا ۱ و ۲) هم منتشر شد. در سال ۹۵ حدود ۱۱ هزار میلیارد تومان هم انواع اوراق مرابحه، سلف و … برای خرید گندم منتشر و به این ترتیب حجم بازار به یکباره حدود پنج برابر شد. در ابتدای انتشار این اوراق قرضه همه چیز خوب بود و به جذب نقدینگی از اقتصاد کمک کرد اما کم‌کم صدای اعتراض‌ها بلند شد. مهم‌ترین مشکل مربوط به نرخ سود کشف شده این اوراق بود. در حالی که نرخ سود مصوب برای سپرده‌های بانکی ۱۵ درصد بود، این اوراق ۲۳ تا ۳۰ درصد بازدهی نصیب خریداران می‌کرد و حتی در مواردی به نرخ سود ۳۵٪ برای این اوراق نیز رسید؛ لذا این نرخ سودهای بالا موجب سقوط بورس و اعتراض اهالی این بازار شد. سپس بازار پول (نظام بانکی) هم خودش را تطبیق داد و در رقابتی با این اوراق نرخ سود سپرده‌ها به ارقامی بالاتر از ۲۰ درصد بالا بردند و همه این‌ها باعث تشدید رکود اقتصادی شد. خروج روزافزون نقدینگی از بازار سهام و هجوم آن به سمت بازار بدهی در نهایت باعث شد فرابورس از پذیرش اوراق جدید بدهی دولت یعنی سخاب خودداری کند تا جلوی خروج سرمایه و ریزش بورس را بگیرد. بانک‌ها نیز به راحتی نرخ سود مصوب شورای پول و اعتبار را دور زدند و نرخ سود ۲۳ تا ۳۰ درصدی پرداخت کردند (برخی موسسات بیشتر) تا بازار پول از بازار بدهی عقب نیفتد. در این شرایط، کاری از دست بانک مرکزی هم برنمی‌آمد چرا که بانک‌ها بهانه خوبی برای دورزدن نرخ‌ها داشتند.
این عملکرد وزارت اقتصاد در نحوه رفع کسری بودجه با انتشار بی‌رویه اوراق در بین سال‌های ۱۳۹۳ تا ۱۳۹۵ باعث انتقاد رئیس کل بانک مرکزی شد و نسبت به انتشار بی‌رویه اوراق تذکر داد. همچنین مدیرعامل فرابورس نحوه خرید و فروش اوراق دولت را شبیه بازار سیاه نامید. این انتقادات موجب نشد در سال ۱۳۹۶ وزارت اقتصاد دست نگه دارد و اوراق جدید یعنی سخاب را در این سال منتشر کرد که با نرخ سود ۳۰ تا ۴۰ درصدی کشف قیمت شد.

### نتیجه برنامه کنترل تورم و شروع سقوط اقتصادی
نتیجه نهایی این شیوه کنترل تورم این شد که برخی موسسات به حالت ورشکستگی رسیدند و شایعه ورشکسته شدن آن‌ها در جامعه پیچید. در چنین شرایطی تیم اقتصادی دولت به‌جای احیای نظارت بانکی و شروع فرایند انحلال و تصفیه این بانک‌ها، تصمیم گرفت آن‌ها حفظ شوند و وقتی چند مؤسسه مالی و اعتباری و بانک مثل فرشتگان، فردوسی و … به ورشکستگی قطعی رسیدند، دولت با استفاده از منابع عمومی بخشی از مطالبات سپرده گذاران در این موسسات و بانک‌ها را پرداخت که خود دلیلی برای افزایش کسری بودجه و افزایش تورم بود. در چنین شرایطی اگر هدف منحل نکردن بانک‌های ناتراز بود، یکی از راه‌های جلوگیری از ورشکستگی دومینو وار بقیه بانک‌ها، می‌توانست ایجاد تورم بالا و چشم پوشی از سیاست پولی انقباضی باشد. در این شرایط در اوایل دولت دوم روحانی بیرون کشیدن سرمایه و نقدینگی از بانک‌ها تشدید شد و این سرمایه راهی بازارهای دلالی مثل ارز شد و و تورم سنگینی ایجاد کرد و کل سیاست کنترل تورم به شکست انجامید و تبدیل به یک شوک بزرگ تورمی شد. توجه دولت‌های خارجی به این ضعف اقتصادی رخ داده در ایران تلاش برای بهره‌برداری سیاسی با تشدید آن از نتایج دیگر این رخداد اقتصادی بود.

### تأثیر رکود بر رشد اقتصادی و بیکاری
نرخ رشد اقتصادی کشور در سال ۱۳۹۲ بدون نفت مثبت و با نفت برابر منفی ۱٫۶٪ بود. چون در دولت یازدهم کاهش تورم با رونق تولید همراه نبود، رشد اقتصادی غیرنفتی نیز در سال ۱۳۹۴ منفی شد. این در حالی بود که از آذر ۱۳۹۴ نرخ تورم نقطه به نقطه کشور تک‌رقمی شده بود و معافیت‌های توافق موقت هسته‌ای نیز اعمال شده بود که به بهبود منابع مالی دولت کمک می‌کرد.
رکود اقتصادی ایجادشده در دولت یازدهم خودش را در آمار بیکاری نیز نشان داد به طوری که با وجود کاهش نرخ تورم در این دوره، نرخ بیکاری سال به سال بیشتر شد و در سال ۱۳۹۵ به ۱۲٫۴ درصد افزایش یافت که بالاترین رقم بیکاری از سال ۱۳۹۱ تا آن زمان محسوب می‌شد. افزایش بیکاری که طبیعتاً شامل حال اقشار کم‌درآمد جامعه می‌شود، شکاف طبقاتی را افزایش داد و در نتیجه در دولت روحانی سال به سال شاخص ضریب جینی بیشتر شد که نشاندهنده افزایش فاصله درآمدی دهک‌ها بود.

### سه کارت زرد از مجلس
در ۱۷ آذر ۱۳۹۲ به دنبال سؤال نمایندگان مجلس، طیب‌نیا در مجلس حاضر شده و به سؤالات پاسخ داد، اما نمایندگان قانع نشدند و در نهایت او با کسب ۸۲ رأی موافق، ۱۰۱ رأی مخالف و ۱۰ رأی ممتنع، اولین کارت زرد مجلس خود را از مجلس شورای اسلامی دریافت کرد. طیب‌نیا، اولین وزیر دولت یازدهم بود که از مجلس کارت زرد گرفت.
در ۱۴ بهمن ۱۳۹۳، نیز طیب‌نیا برای پاسخگویی به سؤال حمید رسایی، نماینده تهران در مجلس حضور یافت، اما نمایندگان قانع نشدند و او با کسب ۱۰۳ رای موافق، ۹۱ رای مخالف و ۳ رای ممتنع از مجموع ۲۱۲ رای مأخوذه، دومین کارت زرد خود را از مجلس دریافت کرد.
در ۱۸ مرداد ۱۳۹۴ طیب‌نیا برای سومین بار برای پاسخ به سؤال مهرداد بذرپاش، در مورد مالیات اصناف در مجلس حاضر شد و پس از ارائه توضیحاتی دربارهٔ این سؤال نتوانست نمایندگان را قانع کند. در نهایت طیب‌نیا با کسب ۸۰ رأی موافق، ۱۰۵ رأی مخالف و ۱۰ رأی ممتنع از مجموع ۲۱۱ رأی مأخوذه، نتوانست نمایندگان را قانع کند و سومین کارت زرد مجلس را دریافت نمود. پس از این اعلام رأی، سید محمدحسن ابوترابی‌فرد، نایب رئیس مجلس در واکنش به اظهارات بذرپاش که معتقد بود پس از دریافت سه کارت زرد از سوی وزیر، استیضاح وی باید در دستور کار قرار گیرد گفت که چنین صراحتی در آیین‌نامه وجود ندارد و حتی با دریافت سه کارت زرد نیز استیضاح وزیر در دستور کار قرار نخواهد گرفت.

### دعوت نشدن برای وزارت در دولت دوازدهم
در دولت دوازدهم طیب نیا برای وزارت اقتصاد دعوت نمی‌شود و اینکار بعد از بحثی بین او و رئیس‌جمهور حسن روحانی رخ می‌دهد.

## دیدگاه‌های شاخص

### مخالفت با پرداخت یارانه نقدی و اصلاح قیمت حامل‌های انرژی با آن
به گفته طیب‌نیا «از طریق پرداخت یارانه نمی‌شود با پدیده فقر و نابرابری در اقتصاد به صورت اصولی مقابله کرد»، چون یارانه نقدی موجب رشد اقتصادی، ارتقای توان تولید و ایجاد اشتغال مولد نمی‌شود و برای مقابله با فقر باید به بهبود این ۳ عامل پرداخت. از آنجا که طیب‌نیا معتقد است یارانه نقدی موجب رشد اقتصادی نمی‌شود می‌گوید: «یارانه و پرداخت‌های نقدی صرفاً در مواردی قابل قبول ما است که نتوان از طریق رشد اقتصادی برای بخش‌هایی از جامعه رشد اقتصادی را فراهم کرد». او در رابطه با اثرات منفی پرداخت یارانه نقدی در مصاحبه‌ای در اردیبهشت ماه سال ۱۳۹۶ می‌گوید:
پرداخت یارانه نقدی به‌طور موقت ضریب جینی یا نابرابری را کم می‌کند ولی متعاقباً به دلیل این که تورم زا است، قدرت خرید با یارانه کم شده و نابرابری تشدید می‌شود … به عبارتی به‌طور موقت ضریب جینی یا نابرابری را کم می‌کند ولی متعاقباً به دلیل این که تورم زا است، قدرت خرید با یارانه کم شده و نابرابری تشدید می‌شود.
وی در ادامه همین نقل قول یارانه نقدی را «یارانه اقتصاد به سیاست» معرفی می‌کند و می‌گوید: «باید برای بهبود زندگی مردم تلاش کنیم، نه اینکه بخواهیم از جیب مردم برای نیل به اهداف سیاسی خود یارانه دهیم».

او می‌گوید که می‌شود منابع مالی یارانه نقدی را از افزایش قیمت حامل‌های انرژی تأمین کرد و مضر و زیان بار بودن اینکار را چنین بیان می‌کند:
نمی‌شود قیمت انرژی شش برابر شود ولی تورم افزایش پیدا نکند. طبیعتاً با افزایش تورم قدرت خرید مردم کاهش خواهد یافت و طبیعتاً تورم در چنین شرایطی یک نوع مالیات است، آن هم یک مالیات ناعادلانه که محل اصابت آن عمدتاً گروه‌های کم درآمد جامعه خواهند بود که فقرا را فقیرتر خواهد کرد. چنین سیاستی در عین حال در اقتصاد رکود هم ایجاد می‌کند و کسادی بنگاه‌های تولیدی و ورشکستگی آن‌ها را هم به دنبال خواهد داشت. در تجربه ثابت شده است که افزایش ناگهانی قیمت حامل‌های انرژی که در صورت تحقق وعده‌های یارانه‌ای و کارانه‌ای رخ خواهد داد، شرایط رکودی تورمی سهمگینی را بر اقتصاد ما تحمیل خواهد کرد که در گذشته تجربه آن را داشتیم.

### پرداختسبد کالابا منابعهدفمندی یارانه‌ها
از اولین تصمیمات اقتصادی مهم و خبرساز دولت یازدهم اجرای طرح سبد کالا بود. طیب‌نیا در برنامه خود برای تصدی پست وزارت اقتصاد ذیل سرفصل طرح هدفمندی یارانه‌ها در مورد نحوه اجرای آن اینگونه بیان کرده بود: «پرداخت یارانه به خانوارهای جامعه هدف برای تأمین حداقل کالری مورد نیاز با طراحی سبد کالایی مفید و ضروری…». اولین مرحله توزیع سبد کالا در بهمن ۱۳۹۲ اجرا شد. بعد از آن طیب نیا در پاسخ به شایعاتی در اسفند ماه همین سال در مصاحبه‌ای بیان می‌کند که سبد کالا به هیچ عنوان جایگزین هدفمندی یارانه‌ها نمی‌شود و می‌گوید: «بلکه دولت به علت اهمیت تغذیه سالم، اقدام به توزیع یک تا دو نوبت سبد کالا در کنار پرداخت یارانه نقدی کرده است که این کار طی ماه‌های آینده به مرحله اجرا گذاشته می‌شود.» تا پایان سال ۱۳۹۳ در مجموع ۴ مرحله توزیع سبد کالا انجام می‌شود. برای اجرای این طرح، دولت فعالیت اجرایی سنگینی را متحمل شد و نحوه توزیع سبد کالا با اشکالات اجرایی مشخص و قابل پیش‌بینی مواجه بود مردم و حتی روستاییان مجبور به ایستادن در صف‌های طولانی برای دریافت مرغ، روغن، تخم مرغ، گوشت یخ زده و … می‌شدند.

## دیگر فعالیت‌ها
طیب‌نیا در انتخابات ریاست‌جمهوری ۱۳۹۲ نماینده اقتصادی محمدرضا عارف بود که بعدها به تیم اقتصادی حسن روحانی و دولت او راه یافت. او در انتخابات ریاست جمهوری ۱۴۰۳ در دیداری با مسعود پزشکیان و محمدجواد ظریف، از نامزدی پزشکیان در این انتخابات حمایت کرد و به عنوان مشاور اقتصادی او در انتخابات پیوست. طیب‌نیا یکی از گزینه‌های سمت معاون اول رئیس‌جمهور بود، اما به گفته خودش «به دلایل شخصی» این جایگاه را نپذیرفت. پزشکیان در ۱۴ مرداد ۱۴۰۳ طیب‌نیا را به عنوان مشاور عالی خود منصوب کرد.
پس از برکناری عبدالناصر همتی، وزیر اقتصاد، دولت گزینه‌های جدیدی را برای این وزارتخانه معرفی کرده است. محمدجعفر قائم‌پناه اعلام کرده که طیب‌نیا، به عنوان گزینه اصلی برای این وزارتخانه پیشنهاد شده است.